# Niki De Cock
Niki De Cock (Lier, 30 december 1985) is een Belgisch voetbalster die tussen 2010-11 en 2014-15 uitkwam voor Lierse SK. Sinds 2010 tot 2015 was ze aanvoerder van het nationale elftal. Sinds 2015-16 is ze trainster bij Oud-Heverlee Leuven.

## Carrière
De Cock begon op 5-jarige leeftijd met voetbal bij KFC Klimop Begijnendijk. Toen ze 14 jaar oud was vertrok ze naar Rapide Wezemaal. Na één jaar debuteert ze bij die club in het eerste elftal. Ze speelde daar tot 2005, waarna ze voor twee seizoenen naar Anderlecht vertrok. In de periode bij Wezemaal won ze twee landstitels (2004 en 2005), de beker won ze driemaal (2001, 2003 en 2004). Bij Anderlecht won ze de Super Cup in haar eerste jaar.
In de zomer van 2007 ruilde ze Anderlecht in voor het Nederlandse Willem II om mee te doen met de nieuw opgerichte Eredivisie voor Vrouwen. In de zomer van 2010 zal ze na drie jaar Willem II verlaten om terug te keren naar haar geboorteland. Ze speelt daar voor Lierse SK.
Op het einde van seizoen 2014-15 ging De Cock naar Oud-Heverlee Leuven, als assistent van Patrick Merckx die er toen hoofdtrainer was. In december stopte de samenwerking met Merckx en werd De Cock gevraagd om de taak van T1 over te nemen.

## Erelijst
- Beker van België (3x): 2001, 2003, 2004 (Rapide Wezemaal)
- Landskampioen België (2x): 2004, 2005 (Rapide Wezemaal)
- Belgische Supercup (1x): 2005 (Anderlecht)

## Statistieken
| Seizoen | Club            | Land      | Competitie          | Wed. | Goals |
| ------- | --------------- | --------- | ------------------- | ---- | ----- |
| 2000/01 | Rapide Wezemaal | België    | Eerste Klasse       | ?    | ?     |
| 2001/02 | Rapide Wezemaal | België    | Eerste Klasse       | ?    | ?     |
| 2002/03 | Rapide Wezemaal | België    | Eerste Klasse       | ?    | ?     |
| 2003/04 | Rapide Wezemaal | België    | Eerste Klasse       | ?    | ?     |
| 2004/05 | Rapide Wezemaal | België    | Eerste Klasse       | ?    | ?     |
| 2005/06 | Anderlecht      | België    | Eerste Klasse       | ?    | ?     |
| 2006/07 | Anderlecht      | België    | Eerste Klasse       | ?    | ?     |
| 2007/08 | Willem II       | Nederland | Eredivisie          | ?    | ?     |
| 2008/09 | Willem II       | Nederland | Eredivisie          | 23   | 3     |
| 2009/10 | Willem II       | Nederland | Eredivisie          | 17   | 0     |
| 2010/11 | Lierse SK       | België    | Eerste Klasse       | ?    | ?     |
| 2011/12 | Lierse SK       | België    | Eerste Klasse       | ?    | ?     |
| 2012/13 | Lierse SK       | België    | Women's BeNe League | 13   | 1     |
| 2013/14 | Lierse SK       | België    | Women's BeNe League | 7    | 1     |

Laatst bijgewerkt: 15 oktober 2013